# Wildwasserrennsport-Weltmeisterschaften 2011
Die Kanuwildwassersprint-Weltmeisterschaften 2011 fanden vom 11. bis 13. Juni 2011 in Augsburg statt. Es waren die ersten reinen Sprint-Weltmeisterschaften im Wildwasserrennsport. Durch die Neuerung, in jedem ungeraden Jahr reine Sprint-Weltmeisterschaften auszutragen, konnte Augsburg mit dem Eiskanal, der Olympiastrecke von 1972, zum ersten Mal Gastgeber einer Weltmeisterschaft im Kanu-Wildwasserrennsport sein.
Insgesamt wurden neun Wettbewerbe ausgetragen, bei den Männern jeweils eine Einzel- und eine Mannschaftsentscheidung im Einer-Kajak (K1), Einer-Canadier (C1) und Zweier-Canadier (C2) und bei den Frauen eine Einzel- und Mannschaftsentscheidung im Einer-Kajak und eine Einzelentscheidung im Einer-Canadier. Zum ersten Mal wurde in den Einzelentscheidungen ein Wettkampfmodus mit zwei Qualifikationsläufen und dann einem entscheidenden Finallauf der jeweils besten Boote ausgetragen.

## Ergebnisse

### Männer

#### Kajak
| Wettbewerb | Gold                                             | Zeit   | Silber                                            | Zeit   | Bronze                                                 | Zeit   |
| K-1        | Nejc Žnidarčič                                   | 95,82  | Kamil Mruzek                                      | 96,53  | Remi Pete                                              | 96,66  |
| K-1 Team   | TschechienTomáš Slovák Kamil Mruzek Richard Hala | 199,12 | FrankreichPaul Graton Quentin Bonnetain Remi Pete | 202,40 | DeutschlandTobias Bong Sören Falkenhain Christian Heil | 204,09 |

#### Canadier
| Wettbewerb | Gold                                                                                   | Zeit   | Silber                                                                                               | Zeit   | Bronze                                                                                       | Zeit   |
| C-1        | Guillaume Alzingre                                                                     | 102,78 | Yann Claudepierre                                                                                    | 104,02 | Ondřej Rolenc                                                                                | 104,75 |
| C-1 Team   | KroatienIgor Gojic Tomislav Lepan Emil Milihram                                        | 215,46 | FrankreichGuillaume Alzingre Yann Claudepierre Tony Debray                                           | 216,18 | DeutschlandNormen Weber Julian Rohn Tim Heilinger                                            | 220,80 |
| C-2        | DeutschlandJohannes Baumann Lars Walter                                                | 103,42 | FrankreichMichael Cordier Tom Bar                                                                    | 104,74 | FrankreichMarc Brodiez Pierre Clezio                                                         | 105,03 |
| C-2 Team   | SlowakeiJan Sutek Stefan Grega Matus Kunhart Peter Šoška Vladimir Vala Jaroslav Slúčik | 217,90 | FrankreichMarc Brodiez Pierre Le Clezio Michael Cordier Tom Bar Guillaume Alzingre Yann Claudepierre | 219,21 | DeutschlandJohannes Baumann Lars Walter Gregor Simon Tim Heilinger Rene Brücker Normen Weber | 219,50 |

### Frauen

#### Kajak
| Wettbewerb | Gold                                                  | Zeit   | Silber                                                      | Zeit   | Bronze                                                   | Zeit   |
| K-1        | Laetitia Parage                                       | 104,23 | Sixtine Malaterre                                           | 104,60 | Sabine Füßer                                             | 107,57 |
| K-1 Team   | DeutschlandSabine Füßer Alke Overbeck Manuela Stöberl | 218,16 | FrankreichSixtine Malaterre Laetitia Parage Cecile Vallaeys | 222,60 | TschechienAnna Zasterova Petra Slovakova klara Padourova | 228,76 |

#### Canadier
| Wettbewerb | Gold             | Zeit   | Silber         | Zeit   | Bronze         | Zeit   |
| C-1        | Rosalyn Lawrence | 126,97 | Radka Valikova | 127,06 | Mylene Blondel | 128,87 |

## Medaillenspiegel
| Platz  | Land        | Gold | Silber | Bronze | Gesamt |
| ------ | ----------- | ---- | ------ | ------ | ------ |
| 1      | Frankreich  | 2    | 7      | 3      | 12     |
| 2      | Deutschland | 2    | -      | 4      | 6      |
| 3      | Tschechien  | 1    | 2      | 2      | 5      |
| 4      | Australien  | 1    | -      | -      | 1      |
|        | Kroatien    | 1    | -      | -      | 1      |
|        | Slowenien   | 1    | -      | -      | 1      |
|        | Slowakei    | 1    | -      | -      | 1      |
| Gesamt | Gesamt      | 9    | 9      | 9      | 27     |